# Devil's Angels
 Devil's Angels és una pel·lícula estatunidenca dirigida per Daniel Haller, estrenada el 1967.

## Argument
Cody és el líder d'un grup de motoristes anomenat «els Skulls». La banda s'atura en una petita ciutat protegida pel seu xèrif.

## Repartiment
- John Cassavetes: Cody
- Beverly Adams: Lynn
- Mimsy Farmer: Marianne
- Maurice McEndree: Joel-the-Mole
- Leo Gordon: Xèrif Henderson
- Russ Bender: Royce
- Marc Cavell: Billy-the-Kid
- Buck Taylor: Gage
- Marianne Kanter: Rena
- Kipp Whitman: Roy
- Mitzi Hoag: Karen
- Nai Bonet: Tanya
- Buck Kartalian: Funky
- George Sims: Leroy
- Salli Sachse: Louise
- Wally Campo: Grog
- Richard Anders: Bruno
- John Craig: Robot
- Paul Myer: Maire
- Lee Wainer: Cane
- Roy Thiel: Xèrif adjunt
- Ronnie Dayton: Xèrif adjunt
- Henry Kendrick: Propietari de la botiga